# 艾尼

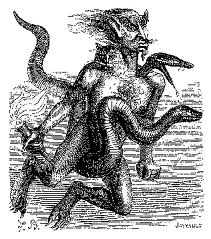
科兰·戴·布兰西所著《地獄辞典》的艾尼畫像。

艾尼（英語：Aini），为所羅門七十二柱魔神中排第23位的魔神，艾姆是支配二十六支軍團，掌管火災之地的公爵。除有別名「哈拜利」（Haborym），亦有「艾姆」（Aim）之稱。其外觀是一個三頭男子，他的三個頭分別是蛇頭、前額有兩顆咒文五芒星的男人的頭、貓（或說小牛）的頭，右手持火玉，點燃他所經過的城市，城堡和聖地，坐騎是支全身都冒著紅煙的地獄大蛇。常用火玉燃盡一切他見到的東西。他可以賦予人智慧，並可以發現隱藏的寶物。但是因為其中一為貓頭，有人認為他對以色列人而言乃異教之神，與埃及神話之貓女神巴斯特（Bastet）有關。

## 流行文化
电子游戏《原神》中，艾尼的别称“哈拜利”（Haborym）是纳塔执政、火之魔神玛薇卡的魔神名，翻译作“赫布里穆”。